# 210213 Hasler-Gloor
210213 Hasler-Gloor este un asteroid din centura principală de asteroizi.

## Descriere
210213 Hasler-Gloor este un asteroid din centura principală de asteroizi. A fost descoperit pe 11 septembrie 2007 la Winterthour de Markus Griesser. Asteroidul prezintă o orbită caracterizată de o semiaxă mare de 2,62 ua, o excentricitate de 0,28 și o înclinație de 12,6° în raport cu ecliptica.